# Fairies
Fairies (フェアリーズ, Fearīzu) é uma girl group japonesa, formada em 2011. Elas são gerenciadas pela agência de talentos Rising Production e produzidas pela editora discográfica Sonic Groove da empresa Avex.

## História
Fairies foi formado pela agência de talentos Vision Factory, famosa por artistas de sucesso, como Namie Amuro, MAX e Speed. O conceito era criar "um grupo talentoso mundial que fosse capaz de competir no exterior", e elas foram escolhidas entre as 100 candidatas que frequentaram as escolas de dança afiliadas à Vision Factory, vindas de 13 regiões do Japão. O nome do grupo foi aberto para sugestões do público através do bloco Sukkiri!! no programa da Nippon TV, e "Fairies" foi escolhido, porque sua dança se assemelhava a um grupo de fadas esvoaçantes.
O grupo estreou com o single duplo "More Kiss / Song for You" em 21 de setembro de 2011. No 53º Japan Record Awards, realizado em 30 de dezembro de 2011, Fairies foi nomeado à categoria de Melhores Estreantes do Ano, recebendo o prémio de Artista Revelação. Entre outras nomeadas, eles passaram 2NE1 e Super Girls. Quando recebeu o prémio, as integrantes de Fairies somavam a média de 13.6 anos, e foram as mais jovens nomeadas à premiação, um recorde partilhado com °C-ute que venceram em 2007.
Em 17 de janeiro de 2013, a integrante Kiyomura anunciou que iria encerrar suas atividades com o Fairies para se concentrar mais em seus estudos, deixando as seis restantes a continuar. O grupo estava usando o nome "Fairies" no alfabeto latino, até então, em fevereiro, foi alterado para o katakana em todos os sites oficiais e capas de singles. No entanto, nenhum anúncio foi feito sobre o por quê da mudança oficial.
Em 1 de fevereiro, a formação da subgrupo M Three (Mスリー, M Surī), com Hayashida, Fujita e Shimomura como integrantes, foi anunciada. O nome deriva do facto de que o nome de suas integrantes inicia com a letra "M". Seu single de estreia, "Yumemiru Dancing Doll", foi lançado em 27 de março.
Fairies lançou seu álbum de estreia, autointitulado, em 26 de março de 2014. "Poker Face", solo de Ito, foi incluído no álbum como uma canção inédita, que mais tarde tornou-se a faixa título do single de estreia de Ito, lançado em 23 de julho.

## Integrantes
| Nome                        | Data de nascimento (Idade)       | Cor      | Origem    | Slogan / Notas |
| --------------------------- | -------------------------------- | -------- | --------- | --- |
| Rikako Inoue (井上理香子)   | 29 de maio de 1996 (28 anos)     | Roxo     | Nagasaki  | A pequena de Nagasaki (スモール長崎)                                                                                                   |
| Sora Nomoto (野元空)        | 9 de setembro de 1997 (27 anos)  | Azul     | Kagoshima | A dançarina de Kagoshima (鹿児島のダンス娘)                                                                                            |
| Momoka Ito (伊藤萌々香)     | 15 de dezembro de 1997 (27 anos) | Vermelho | Saitama   | O tipo de garota temperamental (サッパリ系女子) Vocalista principal na canção "More Kiss", 1º lado A do 1º single                      |
| Mahiro Hayashida (林田真尋) | 7 de maio de 1998 (26 anos)      | Amarelo  | Hyogo     | A garota alegre dos desportos (明るさ天然スポーツ少女)                                                                                 |
| Miki Shimomura (下村実生)   | 22 de outubro de 1998 (26 anos)  | Rosa     | Tóquio    | A garota excêntrica (不思議ちゃん) Modelo exclusiva da Seventeen                                                                       |
| Ex-integrantes              |                                  |          |           | |
| Miria Fujita (藤田みりあ)   | 15 de junho de 1998 (26 anos)    | Laranja  | Osaka     | A garota energética e poderosa de Kansai (元気いっぱいパワフル関西娘) Modelo exclusiva da Nico Petit; ex-integrante de Next Generation |
| Kawane Kiyomura (清村川音)  | 2 de junho de 1998 (26 anos)     | Verde    | Kumamoto  | O oásis de Kumamoto (熊本のオアシス)                                                                                                   |

## Discografia

### Álbuns de estúdio
| Ano  | Detalhes do álbum                                                                                   | Desempenhos nas paradas | Desempenhos nas paradas |
| Ano  | Detalhes do álbum                                                                                   | JPN Oricon              | JPN Billboard           |
| ---- | --------------------------------------------------------------------------------------------------- | ----------------------- | ----------------------- |
| 2014 | Fairies - Lançado: 26 de março de 2014 - Gravadora: Sonic Groove - Formato(s): CD, download digital | 14                      | 17                      |

### Álbuns de vídeo
| Ano  | Detalhes do álbum | Desempenhos nas paradas | Desempenhos nas paradas |
| Ano  | Detalhes do álbum | JPN Oricon DVD          | JPN Oricon BD           |
| ---- | --- | ----------------------- | ----------------------- |
| 2014 | Fairies Live Tour 2014 -Summer Party- (Fairies LIVE TOUR 2014 -Summer Party-) - Lançado: 10 de dezembro de 2014 - Gravadora: Sonic Groove - Formato(s): DVD, BD | 20                      | 25                      |

### Singles
| #  | Título                                            | Data de lançamento      | Desempenhos nas paradas | Desempenhos nas paradas | Álbum                |
| #  | Título                                            | Data de lançamento      | JPN Oricon              | JPN Hot 100             | Álbum                |
| -- | ------------------------------------------------- | ----------------------- | ----------------------- | ----------------------- | -------------------- |
| 1  | "More Kiss"                                       | 21 de setembro de 2011  | 11                      | 6                       | Fairies              |
| 1  | "Song for You"                                    | 21 de setembro de 2011  | 11                      | —                       | Fairies              |
| 2  | "Hero"                                            | 21 de dezembro de 2011  | 9                       | 10                      | Fairies              |
| 2  | "Sweet Jewel"                                     | 21 de dezembro de 2011  | 9                       | 37                      | Fairies              |
| 3  | "Beat Generation"                                 | 4 de abril de 2012      | 5                       | 3                       | Fairies              |
| 3  | "No More Distance"                                | 4 de abril de 2012      | 5                       | —                       | Fairies              |
| 4  | "Tweet Dream"                                     | 25 de julho de 2012     | 9                       | 7                       | Fairies              |
| 4  | "Sparkle"                                         | 25 de julho de 2012     | 9                       | —                       | Fairies              |
| 5  | "White Angel"                                     | 14 de novembro de 2012  | 5                       | 18                      | Fairies              |
| 6  | "Hikari no Hate ni" (光の果てに, "No fim da Luz") | 24 de julho de 2013     | 6                       | 17                      | Fairies              |
| 7  | "Run With U"                                      | 19 de fevereiro de 2014 | 8                       | 58                      | Fairies              |
| 8  | "Super Hero"                                      | 28 de maio de 2014      | 10                      | 24                      | Não incluso em álbum |
| 8  | "Love Me, Love You More"                          | 28 de maio de 2014      | 10                      | —                       | Não incluso em álbum |
| 9  | "Bling Bling My Love"                             | 3 de setembro de 2014   | 11                      | 31                      | Não incluso em álbum |
| 10 | "Kiss Me Babe / Hirari" (ひらり, "Levemente")     | 25 de março de 2015     | 5                       | 5                       | Não incluso em álbum |
| 11 | "Sōshi Sōai☆destination" (相思相愛☆destination)   | 11 de julho de 2015     | —                       | —                       | Não incluso em álbum |

### Singlespor subgrupos e solo

#### M Three
| # | Título                                                                         | Data de lançamento  | Desempenhos nas paradas | Desempenhos nas paradas | Álbum                |
| # | Título                                                                         | Data de lançamento  | JPN Oricon              | JPN Hot 100             | Álbum                |
| - | ------------------------------------------------------------------------------ | ------------------- | ----------------------- | ----------------------- | -------------------- |
| 1 | "Yumemiru Dancing Doll" (夢見るダンシングドール, "Boneca Dançarina Sonhadora") | 27 de março de 2013 | 8                       | 13                      | Não incluso em álbum |
| 2 | "Your Love"                                                                    | 30 de julho de 2014 | 16                      | —                       | Não incluso em álbum |

#### Momoka Ito
| # | Título       | Data de lançamento  | Desempenho nas paradas | Desempenho nas paradas | Álbum   |
| # | Título       | Data de lançamento  | JPN Oricon             | JPN Hot 100            | Álbum   |
| - | ------------ | ------------------- | ---------------------- | ---------------------- | ------- |
| 1 | "Poker Face" | 23 de julho de 2014 | 16                     | 53                     | Fairies |

## Vídeoclipes
| Ano  | Título                               | Diretor                         |
| ---- | ------------------------------------ | ------------------------------- |
| 2011 | "More Kiss"                          | Desconhecido                    |
| 2011 | "Song for You"                       | Hideaki Sunaga                  |
| 2011 | "Hero"                               | Tatsuya Murakami                |
| 2011 | "Sweet Jewel"                        | Tatsuya Murakami                |
| 2012 | "Beat Generation"                    | Tatsuya Murakami                |
| 2012 | "No More Distance"                   | Desconhecida                    |
| 2012 | "Tweet Dream"                        | Hideaki Sunaga                  |
| 2012 | "Sparkle"                            | Masaki Takehisa                 |
| 2012 | "White Angel"                        | Tatsuya Murakami                |
| 2013 | "Yumemiru Dancing Doll" (de M Three) | Ryōtarō Muramatsu               |
| 2013 | "Hikari no Hate ni"                  | Ryōtarō Muramatsu               |
| 2014 | "Run With U"                         | Tatsuya Murakami                |
| 2014 | "Super Hero"                         | Daisuke Ninomiya (Nino) / Ikioi |
| 2014 | "Poker Face" (de Momoka Ito)         | Shintarō Ehara                  |
| 2014 | "Your Love" (de M Three)             | Tatsuya Murakami                |
| 2014 | "Bling Bling My Love"                | Shintarō Ehara                  |
| 2015 | "Kiss Me Babe"                       | Shintarō Ehara                  |

## Prêmios e indicações
| Ano  | Recipiente        | Categoria                                      | Resultado |
| ---- | ----------------- | ---------------------------------------------- | --------- |
| 2011 | Fairies           | Japan Record Awards — Artista Revelação        | Venceu    |
| 2011 | Fairies           | Japan Record Awards — Melhor Artista Revelação | Venceu    |
| 2011 | "More Kiss"       | Japan Cable Awards — Artista Revelação         | Venceu    |
| 2012 | "White Angel"     | Japan Record Awards — Prêmio de Ouro           | Venceu    |
| 2012 | "White Angel"     | Japan Record Awards — Grand Prix               | Indicado  |
| 2012 | "Beat Generation" | Japan Cable Awards — Prêmio de Excelência      | Venceu    |